# غزبلند (مقاطعة فراشبند)
غزبلند (بالفارسية: گزبلند) هي قرية تقع في قسم نوجين الريفي في إيران. يقدر عدد سكانها بـ 0 نسمة بحسب إحصاء 2016.